# Conventillo Mediomundo

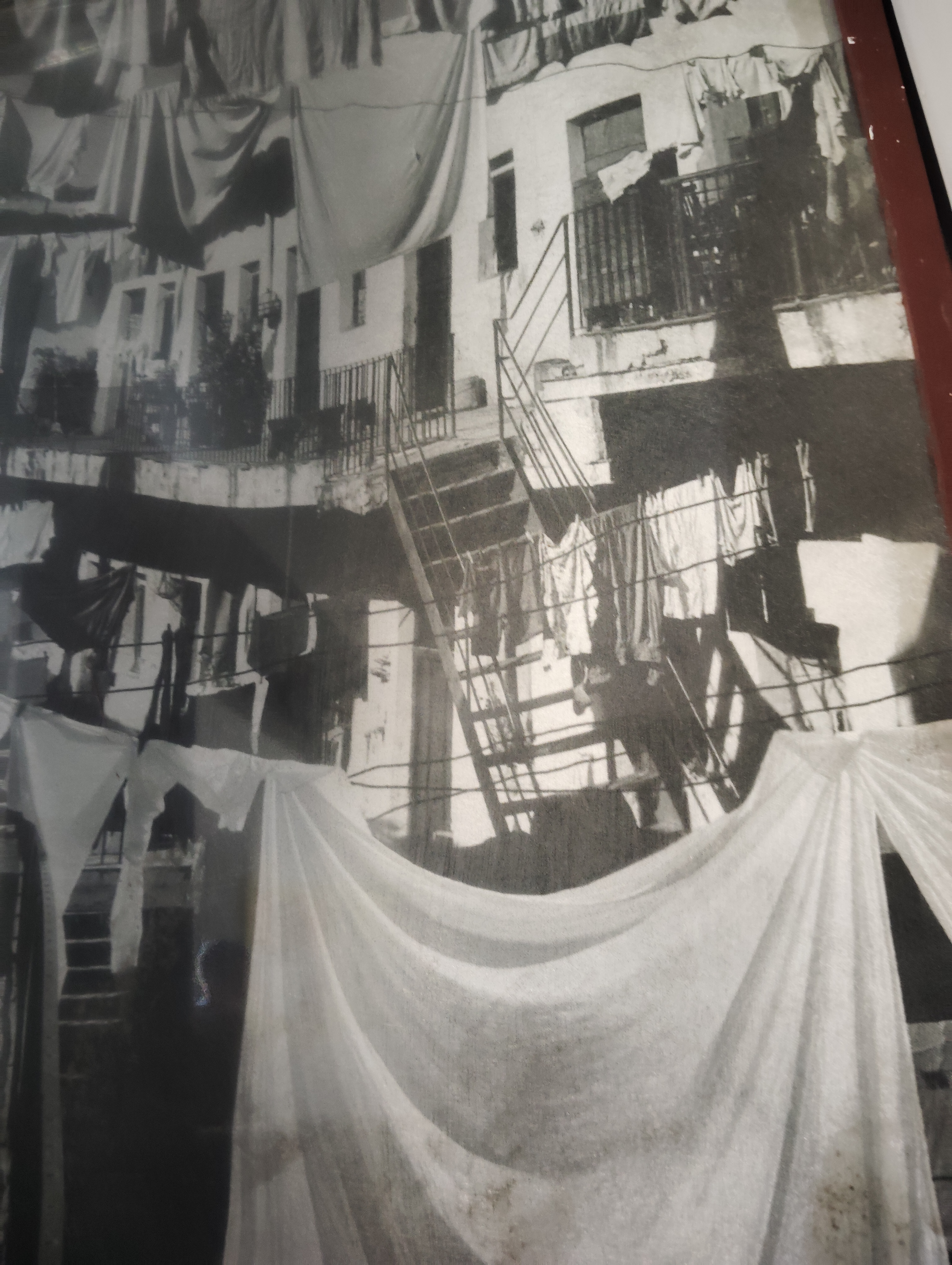
Conventillo Cuareim 1080.

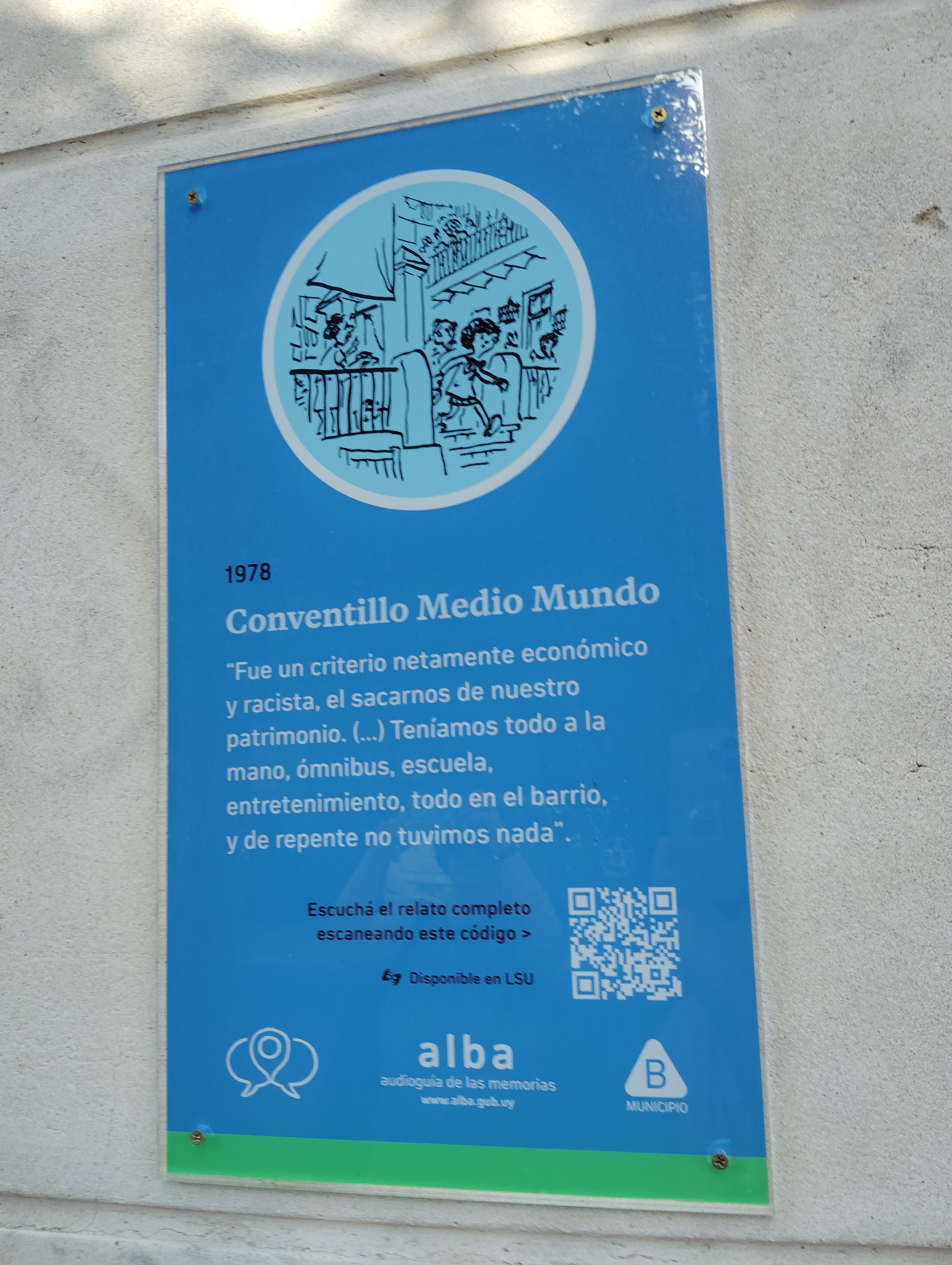
alba - Audioguía de las memorias

El conventillo Mediomundo, originalmente conocido como «conventillo de Risso», fue un inmueble de inquilinato que estaba emplazado en el Barrio Sur, Montevideo, Uruguay. Es considerado parte del patrimonio inmaterial del barrio Sur, así como un símbolo de la cultura afro en Uruguay.
La vida en el conventillo Mediomundo, el candombe que allí se producía y la cultura afrouruguaya fueron grandes fuentes de inspiración para el conocido artista uruguayo Carlos Páez Vilaró.

## Historia

Imagen del interior del Conventillo Medio Mundo, 1977

El predio fue vendido en 1881 por Francisco Piria a los hermanos Miguel y José Nicanor Risso, que lo compraron con la finalidad de construir una casa de inquilinato. Los planos fueron trabajo del arquitecto Alejandro Canstatt.
Se inauguró en 1885 y se conoció como el conventillo de Risso. Se accedía por el n.º 1080 de la calle Cuareim (hoy calle Zelmar Michelini) entre la calle Durazno e Isla de Flores (hoy calle Carlos Gardel).
Era un típico conventillo, de los que abundaban en el Montevideo de la época. El edificio contaba con dos plantas rectangulares alrededor de un gran patio central, en donde se ubicaban las piletas de lavado de ropa y los tendederos. Tenía 40 habitaciones, contaba con 32 piletas de lavar, dos baños y un aljibe.
En el año 1954, Montevideo fue anfitrión de la Conferencia Internacional de Unesco. El artista Carlos Páez Vilaró vinculado a las actividades del edificio, organizó una muestra relacionada al evento. La anunciada presencia de diplomáticos extranjeros y funcionarios internacionales hicieron que los vecinos colaboraran con la limpieza y decoración del patio, de donde colgaron junto a las pinturas de Carlos Páez Vilaró banderas de los cuadros de la liga Palermo, las Comparsas del Barrio, del Comité Olímpico Internacional y de Palermo Boxing Club. Los invitados asistieron a la jornada y el programa, que incluía una performance de la Comparsa Morenada, además de cientos de empanadas, se pudo cumplir a medias dado que el conventillo se desbordó de público y terminó en un memorable candombe en la calle.    
Constituyó un verdadero templo del candombe y de la cultura afrouruguaya.https://latidoafro.uy/ Fue la casa de las comparsas: primero de Miscelánea Negra y luego de Morenada, hoy su sucesora le rinde un tributo con su nombre: la Comparsa Cuareim 1080 (conocida como C 1080).
Elegido como locación para la filmación de escenas o episodios de dos películas argentinas: Fantoche (1957), de Luis Sandrini y ¡Viva la vida! (1969) dirigida por Enrique Carreras, donde un episodio transcurre íntegramente en el conventillo o sus alrededores. Moradores y vecinos participaron como extras.
El 3 de diciembre de 1978 fue desalojado, y ante este suceso se produjo la última llamada de candombe en el conventillo. Se le planteó a los habitantes que era una solución transitoria, ya que los conventillos corrían peligro de derrumbe, y se les entregarían viviendas en mejores condiciones, pero esto nunca se cumplió. Dos días más tarde fue demolido por decreto de la Intendencia de Montevideo. Actualmente se levanta allí un edificio de apartamentos.

## Legado
Veintiocho años después de la demolición, en 2006, la Ley 18.059 declaró al 3 de diciembre el Día Nacional del Candombe fue aprobada por unanimidad por el Parlamento, a instancias del diputado Edgardo Ortuño (único legislador de etnia negra durante esa legislatura).La fecha recuerda cuando sonaron por última vez los tambores de candombe en el conventillo Mediomundo ante su desalojo y demolición por parte de la dictadura cívica y militar del país. Esta celebración tiene como objetivo promover el reconocimiento, la valoración y difusión del aporte afrouruguayo a la construcción del país y a su cultura, destacando el candombe como su máxima expresión.